# Connor Swift
Connor Swift, nascido em 30 de outubro de 1995 em Thorne, South Yorkshire, é um ciclista britânico, membro da equipa Arkéa Samsic.

## Biografia
Connor Swift é um primo de Ben Swift, igualmente corredor ciclista.
Em 2017 alinha pela equipa continental britânico Madison Genesis.
Em 2018, cria a surpresa resultando Campeão da Grã-Bretanha em estrada. Em agosto, classifica-se quinto da Polynormande conseguida por Pierre-Luc Périchon. Daqui por diante, é stagiaire em final de temporada nas fileiras da equipa WorldTour Dimention Data

## Palmarés
- 2017
  - 6.º e 10.º posto do Tour Series
  - 3.º do Campeonato da Grã-Bretanha em estrada esperanças
- 2018
  -  Campeão da Grã-Bretanha em estrada
  - 2.º do Kreiz Breizh Elites
- 2019
  - 1.ª posto da Tour Series}

## Classificações mundiais
| Ano             | 2017  | 2018  |
| UCI Europe Tour | 774.º | 205.º |